# Moustier-Ventadour
Moustier-Ventadour é uma comuna francesa na região administrativa da Nova Aquitânia, no departamento de Corrèze. Estende-se por uma área de 29,85 km². Em 2010 a comuna tinha 525 habitantes (densidade: 17,6 hab./km²).

## História
Moustier-Ventadour é a comuna em que se encontra atualmente o castelo de Ventadour. Esta construção foi a sede de um viscondado desde o fim do século XI até 1350, quando foi transformado em condado por Filipe de Valois.
Moustier-Ventadour foi um monastério da Ordem de Cluny, reconhecido depois do século XII. A capela da vila conserva o traço de uma porta que permitia aos monges dirigir-se aos ofícios. As construções do convento desapareceram completamente.
Sob a Revolução Francesa, em obediência a um decreto da Convenção, a comuna teve seu nome alterado para Moustier-la-Luzège.

## Monumentos
O castelo de Ventadour, que domina as gargantas do rio Luzège, foi construído no século XII por Ebles de Comborn. Durante mais de um século, ele foi um importante ambiente de criação artística occitana. O visconde Eble II era considerado um mestre (trovador), e foi em sua escola que se formou Bernart de Ventadorn.
A fortaleza foi tomada e parcialmente destruída pelos ingleses durante a Guerra dos Cem Anos.
Abandonada no século XVIII, ela permaneceu totalmente em ruínas até 1969, quando se iniciaram os trabalhos de consolidação. Ela está atualmente em reconstrução e restauração.